# Gooding County
Gooding County is een county in de Amerikaanse staat Idaho.
De county heeft een landoppervlakte van 1.893 km² en telt 14.155 inwoners (volkstelling 2000). De hoofdplaats is Gooding.